# Batà (instrument)
Els batà son un trio de tambors amb pell en cada extrem de l'instrument. Estan construïts en una sola peça de fusta semidura i tenen una forma semblant a un rellotge d'arena, tot i que un con és més llarg que l'altre.
Son utilitzats amb fins religiosos. Pertanyen a la cultura del poble Yoruba de la Nigèria actual però s'han desenvolupat molt al centre d'Amèrica degut a la concentració d'esclaus yorubes en aquesta zona en l'època colonial, donant origen a la santeria afrocubana, de la qual formen una part fonamental en les seves cerimònies. Avui en dia també s'utilitzen amb fins solament musicals.
- El tambor més gran s'anomena Iyá, que en llengua Yoruba significa Mare. És el tambor principal.
- L'Itotele és el pare, el que respon en les converses amb l'Iyà.
- Finalment, l'Okonkolo és el nen petit, i el que toca els ritmes més simples.[1][2][3]